# Terre de Graham

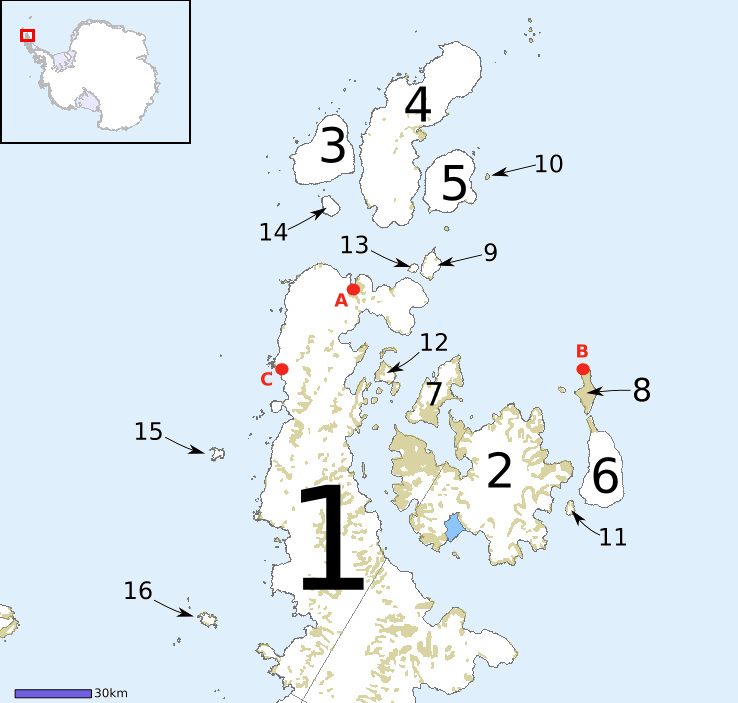
Partie nord de la terre de Graham et îles environnantes :
1 Péninsule de la Trinité (en fin de la Péninsule Antarctique), 2 île James Ross, 3 île d'Urville, 4 île Joinville, 5 île Dundee, 6 île Snow Hill, 7 île Vega, 8 île Seymour, 9 île Andersson, 10 île Paulet, 11 île Lockyer, 12 île Eagle, 13 île Jonassen, 14 île Bransfield, 15 île Astrolabe, 16 île Zigzag.

La terre de Graham est une région de la péninsule Antarctique située au nord d'une ligne reliant le cap Jeremy au cap Agassiz. Elle se termine par la péninsule de la Trinité. 

## Historique

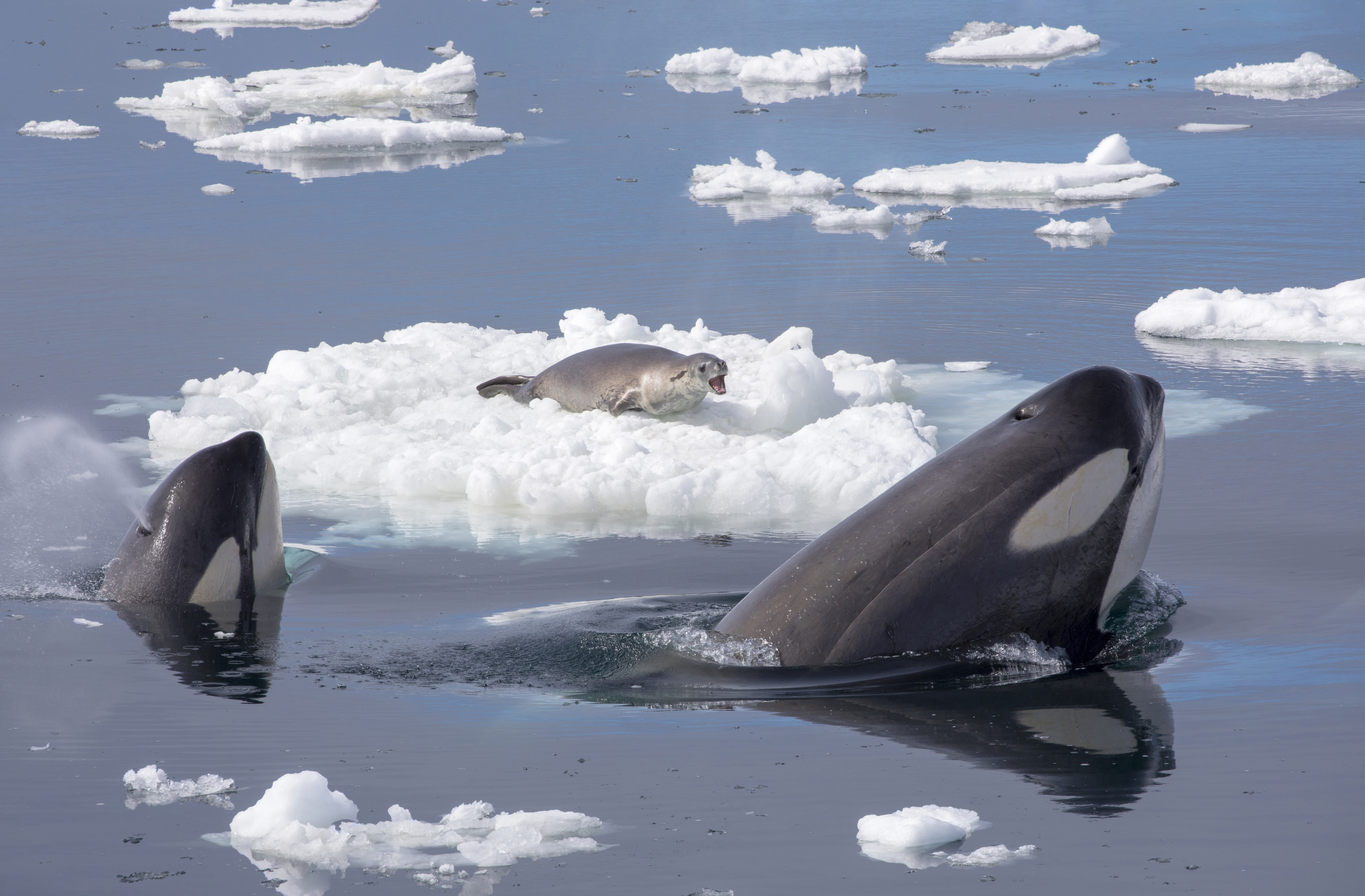
Scène de chasse coopérative au large de la terre de Graham de quatre orques contre un phoque crabier qui s'est réfugié sur un glaçon. L'action a duré environ deux heures, les orques générant d'énormes vagues en nageant de façon serrée juste sous la surface de l'eau pour déséquilibrer leur proie. Finalement, le phoque a réussi à se dégager en plongeant de façon perpendiculaire au front des baleines. Janvier 2018.

Son nom lui a été en donné en l'honneur de Sir James Robert George Graham, premier Lord de l’Amirauté britannique à l’époque où l’expédition de John Biscoe explorait la partie occidentale de l'actuelle terre Graham en 1832, y débarquant le 21 février 1832.
En 1929-1930, Richard Lawrence Vere Shannon est le commandant du RRS William Scoresby lors d'une expédition en Antarctique. Il explore alors la côte ouest de la Terre de Graham.
Après quelque confusion entre les noms donnés respectivement par les Britanniques — terre de Graham — et les Américains — terre de Palmer —, un accord est intervenu en 1964 entre l’UK-APC britannique et l’Advisory Committee on Antarctic Names américain, donnant le nom de péninsule Antarctique à l'ensemble de la péninsule, et les noms de terre de Graham et terre de Palmer à ses parties nord et sud. 
Cette région est la plus septentrionale et la moins glacée de l’Antarctique ; pour cette raison, cette terre et les îles proches accueillent de nombreuses bases scientifiques, tout comme les îles Shetland du Sud, situées à une centaine de kilomètres plus au nord, au-delà du détroit de Bransfield.

## Galerie

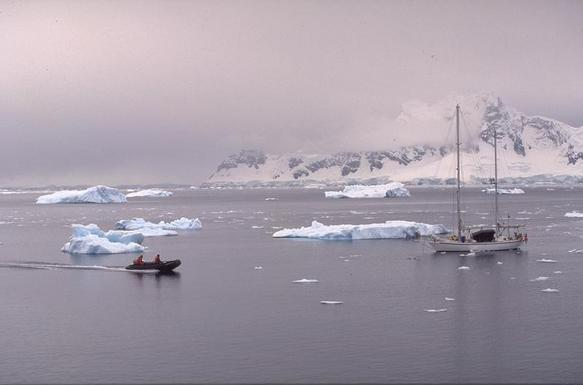
La baie de l’Espérance, à l'extrémité septentrionale de la terre de Graham, devant la base antarctique Esperanza.
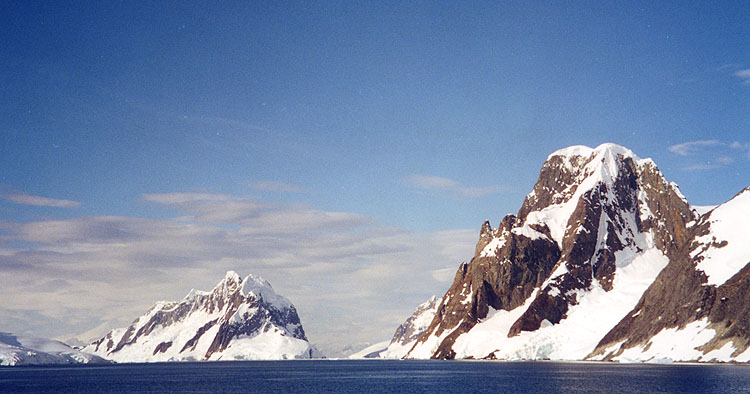
L'île Booth à gauche et le mont Scott à droite, situé sur la terre de Graham.